# Eupithecia proluaria
Eupithecia proluaria là một loài bướm đêm trong họ Geometridae.